# Szkeleton a 2006. évi téli olimpiai játékokon
A 2006. évi téli olimpiai játékokon a szkeleton versenyszámait Cesana Pariolban rendezték meg. A női versenyszámot február 16-án, a férfit február 17-én tartották.

## Részt vevő nemzetek
A versenyeken 21 nemzet 42 sportolója vett részt.
- Ausztrália (AUS) (2)
- Ausztria (AUT) (2)
- Bermuda (BER) (1)
- Dél-afrikai Köztársaság (RSA) (1)
- Dél-Korea (KOR) (1)
- Egyesült Államok (USA) (4)
- Franciaország (FRA) (1)
- Horvátország (CRO) (1)
- Írország (IRL) (1)
- Japán (JPN) (3)
- Kanada (CAN) (5)
- Lengyelország (POL) (1)
- Lettország (LAT) (1)
- Libanon (LIB) (1)
- Nagy-Britannia (GBR) (3)
- Németország (GER) (4)
- Norvégia (NOR) (1)
- Olaszország (ITA) (2)
- Oroszország (RUS) (2)
- Svájc (SUI) (3)
- Új-Zéland (NZL) (2)

## Éremtáblázat
(A rendező nemzet csapata eltérő háttérszínnel, az egyes számoszlopok legmagasabb értéke, vagy értékei vastagítással kiemelve.)
| A 2006. évi téli olimpiai játékok éremtáblázata szkeletonban | A 2006. évi téli olimpiai játékok éremtáblázata szkeletonban | A 2006. évi téli olimpiai játékok éremtáblázata szkeletonban | A 2006. évi téli olimpiai játékok éremtáblázata szkeletonban | A 2006. évi téli olimpiai játékok éremtáblázata szkeletonban | Olimpia  |
| ------------------------------------------------------------ | ------------------------------------------------------------ | ------------------------------------------------------------ | ------------------------------------------------------------ | ------------------------------------------------------------ | -------- |
|                                                              | Ország                                                       | Arany                                                        | Ezüst                                                        | Bronz                                                        | Összesen |
| 1.                                                           | Kanada (CAN)                                                 | 1                                                            | 1                                                            | 1                                                            | 3        |
| 2.                                                           | Svájc (SUI)                                                  | 1                                                            | 0                                                            | 1                                                            | 2        |
|                                                              |                                                              |                                                              |                                                              |                                                              |          |
| 3.                                                           | Nagy-Britannia (GBR)                                         | 0                                                            | 1                                                            | 0                                                            | 1        |
|                                                              |                                                              |                                                              |                                                              |                                                              |          |
| Összesen                                                     | Összesen                                                     | 2                                                            | 2                                                            | 2                                                            | 6        |

## Érmesek
A férfiaknál a kanadaiak egyeduralma jellemezte a versenyt, a svájci Stählinek épphogy sikerült megakadályoznia, hogy csak kanadai dobogósok legyenek ebben a számban. Pain annak ellenére szerezte meg az ezüstérmet, hogy az egyik kanyarban majdnem elvesztette uralmát a tobogánja felett.
A nőknél a kétszeres világbajnok svájci Pedersen-Bieri mindkét futamban a legjobb időt teljesítve szerezte meg az olimpiai aranyérmet, mely ezen a játékokon az első volt Svájc számára. A brit Rudman lett a második, és ezzel Nagy-Britannia egyetlen érmét szerezte ezen az olimpián. A bronzérem a kanadai Hollingsworth-Richardsnak jutott, aki ezzel az első kanadai tobogán érmet szerezte az olimpiák történetében. Érdekesség, hogy a negyedik helyezett német Sartor kilenchetes terhesen állt rajthoz.
| A 2006. évi téli olimpiai játékok érmesei szkeletonban |                                   |         |                                       |         |                                               |         |
| Versenyszám                                            | Arany                             | Arany   | Ezüst                                 | Ezüst   | Bronz                                         | Bronz   |
| Férfi                                                  | Duff Gibson · Kanada (CAN)        | 1:55,88 | Jeff Pain · Kanada (CAN)              | 1:56,14 | Gregor Stähli · Svájc (SUI)                   | 1:56,80 |
| Női                                                    | Maya Pedersen-Bieri · Svájc (SUI) | 1:59,83 | Shelley Rudman · Nagy-Britannia (GBR) | 2:01,06 | Mellisa Hollingsworth-Richards · Kanada (CAN) | 2:01,41 |